# Synodontis filamentosa
Synodontis filamentosa es una especie de peces de la familia Mochokidae en el orden de los Siluriformes.

## Morfología
Los machos pueden llegar alcanzar los 26 cm de longitud total.

## Hábitat
Es un pez que habita en agua dulce.

## Distribución geográfica
Se encuentran en África: cuencas de los ríos  Níger y  Nilo.